# Pablo Iglesias Simón
Pablo Iglesias Simón (Madrid, 3 de mayo de 1977) es un director de escena, dramaturgo, investigador, diseñador de sonido y docente español. 

## Biografía
Pablo Iglesias Simón se licenció en Dirección de Escena en la RESAD (Real Escuela Superior de Arte Dramático de Madrid) y se doctoró en Comunicación Audiovisual en la Universidad Complutense de Madrid, con la tesis doctoral “Trasvases discursivos del teatro de finales del siglo XIX y principios del XX al Cine Primitivo y al Cine Clásico de Hollywood”, por la que obtuvo el premio extraordinario.

En el campo teatral ha trabajado como director de escena, diseñador de espacios sonoros y dramaturgo. Empezó dirigiendo textos de autores contemporáneos tales como Heiner Müller o Sarah Kane y, a partir de 2002, decidió ocuparse de sus propios textos presentando en el Festival Escena Contemporánea su montaje 11-N_11-E, dentro Zona Cero. En noviembre de 2009 estrena El lado oeste del Golden Gate, montaje por el que le concedieron el Premio "José Luis Alonso" al mejor director joven 2010. Ha realizado los espacios sonoros de cerca de una veintena de montajes teatrales, trabajando para compañías privadas y para el Centro Dramático Nacional. La última obra que ha dirigido es Modelos Animales, dramaturgia basada en un relato de Aixa de la Cruz, estrenada en febrero de 2017 en la Sala Cuarta Pared de Madrid. Asimismo ha publicado los textos dramáticos 11-N, Sin móvil aparente, finalista del III Premio de Teatro Exprés 2002, Alicia frente al espejo, Tu imagen sola, coescrito con Borja Ortiz de Gondra y ganador el XIX Premio de Teatro Carlos Arniches-Ciudad de Alicante 2003, El lado oeste del Golden Gate, finalista del XXXIII Premi Born de Teatre 2008, y Justo en medio del paralelo 38, finalista del XXXVI Premi Born de Teatre 2011.
Como investigador se ha ocupado de los campos teatral y cinematográfico, lo que se ha traducido en la presentación de ponencias en congresos y seminarios de España, Francia y Chile, y en la publicación de más de una veintena de artículos en distintas revistas especializadas de España y Brasil. Ha escrito dos libros, Postproducción digital de sonido por ordenador, reeditado en México para su difusión en el ámbito hispanoamericano con el título Postproducción digital de sonido por computadora, y De las tablas al celuloide, ganador del Premio "Leandro Fernández de Moratín" para estudios teatrales 2008. Además ha colaborado en los libros colectivos Creadores jóvenes en el ámbito teatral, Análisis de la dramaturgia y Cinema i teatre: influències i contagis.

Como docente empezó impartiendo cursos de diversas materias teatrales como dirección, sonido e iluminación en distintos másteres. Posteriormente ejerció la docencia en la facultad de Ciencias de la Información de la Universidad Complutense de Madrid en el terreno de la realización cinematográfica. En el año 2005 colaboró con el programa radiofónico El séptimo vicio de Radio 3 con la sección “Toma nota: Diccionario de cine”.
Desde el 1 de julio de 2017 es director de la RESAD, Real Escuela Superior de Arte Dramático, desde el 6 de mayo de 2022 es presidente de ACESEA, Asociación Española de Centros Superiores de Enseñanzas Artísticas, y desde el 4 de marzo de 2023 es consejero del Consejo Superior de Enseñanzas Artísticas.

## Publicaciones

### Obras teatrales
- Justo en medio del paralelo 38. Madrid: Ediciones Antígona, 2014.
- El lado oeste del Golden Gate, ADE-Teatro. Nº 125. Abril-junio de 2009. Págs. 104-123.
- El lado oeste del Golden Gate. Madrid: Asociación de Autores de Teatro, 2009. ISBN 978-84-96837-15-7
- Alicia frente al espejo”, en AAVV. Maratón de Monólogos 2004. Madrid: Asociación de Autores de Teatro, 2004. Págs. 99-105. ISBN 84-88659-45-8
- Tu imagen sola, escrita en colaboración con Borja Ortiz de Gondra. Alicante: Ayuntamiento de Alicante y XII Muestra de Teatro Español de Autores Contemporáneos, 2004. ISBN 84-931131-8-2
- 11-N en AAVV. Zona Cero. Ciudad Real: Instituto de la Juventud y Ñaque Editora, 2002. Págs. 24-55. ISBN 84-89987-44-0
- Sin móvil aparente en AAVV. “Teatro 8. El huevo, Susana Sánchez; I am not that I am, David Graus; La piedra, Paco Becerra; Sin móvil aparente, Pablo Iglesias”. Madrid: Asociación de Autores de Teatro, 2003. Págs. 37-44. ISBN 84-88659-41-5

### Libros
- Postproducción Digital de Sonido por Ordenador. Madrid: Ra-ma Editorial, 2002. 206 Págs. ISBN 84-7897-508-X
- Postproducción Digital de Sonido por Computadora. México D. F.: Alfaomega Grupo Editor y Ra-ma Editorial, 2002. 206 págs. ISBN 970-15-0826-2
- De las tablas al celuloide. Trasvases discursivos del teatro al Cine Primitivo y al Cine Clásico de Hollywood. Madrid: Fundamentos, 2007. ISBN 978-84-245-1131-9[6][7]
- Los Meininger y el nacimiento de la dirección escénica. Madrid: Fundamentos, 2024. ISBN 978-84-245-1439-6